# Tapatías Voleibol
Tapatías Voleibol är en professionell volleybollklubb  (damer) från Guadaljara, Mexiko. Laget etablerade sig efter bildandet mycket snabbt i den mexikanska volleybolleliten med tre mexikanska mästerskap (2016/2017, 2018/2019 och 2019/2020).